# Église Saint-Pierre de Gipcy
Pour les articles homonymes, voir Église Saint-Pierre.
L'église Saint-Pierre est une église catholique située à Gipcy, en France.

## Localisation
L'église est située dans le département français de l'Allier, sur la commune de Gipcy.

## Historique
L'édifice, construit au Moyen Âge et remodelé au 16e siècle, est classé au titre des monuments historiques en 1968.